# 광주 자운사 목조아미타여래좌상 및 복장유물
광주 자운사 목조아미타여래좌상 및 복장유물(光州 紫雲寺 木造阿彌陀如來坐像 및 腹藏遺物)은 광주광역시 동구, 자운사에 있는 고려시대의 불상이다. 2006년 12월 29일 대한민국의 보물 제1507호로 지정되었다.

## 개요
《자운사 목조아미타불좌상》은 복장품에서 1388년 중수개금한 내용의 기문이 발견되어 그 이전에 조성되었음을 알 수 있는데, 조각 기법이 자연스럽고 자태가 수려하며 신체비례가 적당하여 원만상을 보이는 등 뛰어난 조형성을 보여준다. 1276년에 제작된 《개운사 목조아미타불좌상》을 비롯하여 《수국사 목조아미타불좌상》, 《화성 봉림사 목조아미타불좌상》 등 대체로 12세기 말에 제작되었다고 생각되는 일련의 목불좌상들과 같은 계열의 불상이다.
자운사의 복장전적은 《대수구다라니(大隨求陀羅尼)》 및 《주금강경(注金剛經)》 등 국내에 처음 소개되는 의미있는 자료가 다수 있으며 함께 발견된 복장조성기에 의해 복장이 조성된 절대연대가 확실하여 서지학 분야의 판본 연구는 물론, 불교학의 내용 연구와 미술사의 도상(圖像) 연구에 있어서 중요한 자료적 가치를 지닌 복장유물로 평가된다. 또한 섬유류의 유물이 존속하기 어려운 기후환경 조건 등을 고려할 때 자운사 복장 직물의 역사적 민속적 가치가 크다. 1611년에 내장된 후령통(喉鈴筒)과 팔엽연화(八葉蓮花), 오보병(五寶甁) 등도 일괄 부속품으로 함께 지정한다.

## 같이 보기
- 자운사

## 참고 자료
- 광주 자운사 목조아미타여래좌상 및 복장유물 - 국가유산청 국가유산포털